# Tanaecia subclathrata
Tanaecia subclathrata är en fjärilsart som beskrevs av Otto Staudinger. Tanaecia subclathrata ingår i släktet Tanaecia och familjen praktfjärilar. Inga underarter finns listade i Catalogue of Life.